# جوزيف تيرني
جوزيف تيرني هو سياسي أمريكي، ولد في 19 مارس 1825 في نيو إنجلاند في الولايات المتحدة، وتوفي في 29 يوليو 1892. نشط حزبياً في الحزب الجمهوري. وقد انتخب أمين صندوق الدولة ‏.